# Буди
Буди, бетонг копач, тунгу или кратконоси пацов-кенгур (Bettongia lesueur) је врста сисара торбара из породице бетонга, поторија и пацов-кенгура (Potoroidae).

## Распрострањење
Ареал врсте је ограничен на једну државу. Аустралија је једино познато природно станиште врсте.

## Станиште
Станиште врсте је жбунаста вегетација.

## Начин живота
Женка обично окоти по једно младунче три пута годишње. Бетонг копач прави подземне пролазе.

## Угроженост
Ова врста је на нижем степену опасности од изумирања, и сматра се скоро угроженим таксоном.